# Het Roze Huis
Het Roze Huis - çavaria Antwerpen is de koepelorganisatie van holebi- en transgendergroepen in de provincie Antwerpen dat als fysiek huis ook een thuis wil zijn voor holebi's en transgenders.

## Geschiedenis
Het Roze Huis is ontstaan uit een samenwerking tussen inwoners van Antwerpen. Later sloten zich ook verenigingen aan en groeide de organisatie uit tot de vertegenwoordiger van het holebi- en transgenderverenigingsleven in de provincie Antwerpen.
In 1994 begon het idee te rijpen en in 1995 werd de vzw Het Roze Huis opgericht en werd met fondsenwerving begonnen. Na enkele jaren kon ook de politiek van steun worden overtuigd en werd in 1999 het pand aan de Draakplaats in Antwerpen aangekocht. Op 23 september 2000 werd het huis officieel geopend.
Tegelijk werd de cvba Den Draak geopend als café met een sociale functie. De jaren nadien werd het huis afgewerkt met grote ramen en een grote zolderverdieping. Het Roze Huis werd in 2002 omgevormd tot Het Roze Huis - Antwerpse Regenboogkoepel. De organisatie werd een koepel met stedelijke en provinciale ambities. In 2011 werd de naam gewijzigd in Het Roze Huis - çavaria Antwerpen. Die naam benadrukt de werking als provinciale koepel van çavaria.

## Activiteiten
Het Roze Huis vertegenwoordigt een dertigtal verenigingen uit de provincie Antwerpen bij de stad en de provincie. Het geeft ondersteuning, zorgt voor vorming en stelt haar accommodatie ter beschikking, onder meer aan de lhbt-studentenvereniging De Flamingo's.
Voorts geeft Het Roze Huis het kwartaaltijdschrift De Magneet uit. Boven café Den Draak is bovendien een holebi-bibliotheek met non-fictie ondergebracht, de HolebiBib. Het fictiegedeelte van de HolebiBib (romans, poëzie, kinderboeken en strips) bevindt zich in Boekhandel 't Verschil.
In de herfst organiseert Het Roze Huis jaarlijks de L-week met een reeks van activiteiten voor lesbische, biseksuele en transgendervrouwen.